# Gabányi László (színművész)
Gabányi László (Kolozsvár, 1879. december 8. – Budapest, Ferencváros, 1943. január 23.) színész, Gabányi Árpád fia.

## Élete
Gabányi Árpád színész és Lenkei Gabriella fia. Öccse, István szintén színész volt.
1899-ben végzett Rákosi Szidi színiiskolájában. Ugyanebben az évben kezdte pályáját Békésen, Halmay Imre társulatában. Igazgatói a következőek voltak: Halasi Béla Békéscsabán, Megyeri Dezső Kolozsvárott (1901–02), Monori Sándor Zomboron (1902–03), Beöthy László a Király Színházban (1903–05), Bihari Ákos Kecskeméten (1906–07). 1907-ben az Intim Színházban, 1907–08-ban a Budapesti Cabaret Színházban, 1908–10-ben Nagy Endre Modern Színpadán és 1910–11-ben a Royal Orfeumban is szerepelt. 1913-ban lett Tóth Imre jóvoltából a Nemzeti Színház tagja, s egészen haláláig ott játszott. 1915-ben Farkas–Ratkó-díjjal ismerték el. Az első világháború alatt a katonai szolgálat alól a Nemzeti Színház kikérte, de irodai szolgálatra önként jelentkezett és nyert is beosztást a Vöröskeresztnél. 1917–18-ban mint állandó vendég szerepelt az Intim Kabaréban. Tehetséges zsánerszínészként humoros epizódszerepekben ért el sikereket. Halálát nyelvdaganat okozta.
Színészi munkássága mellett irodalommal is foglalkozott, több verse és egy egyfelvonásos darabja jelent meg. A Mozog az uram több mint 90 előadást ért meg az akkor Wertheimer Orfeum néven működő épületében, a Szerecsen utca 35. alatt. Emellett közreműködött rendezőként a Törekvés dalegylet színi előadásaiban is.

## Fontosabb szerepei
- Malvolio (Shakespeare: Vízkereszt);
- Gonosz Pista (Tóth Ede: A falu rossza);
- Koszta Sámuel (Csiky Gergely: A nagymama);
- Francia király (Kacsóh Pongrác: János vitéz);
- I. sírásó (Shakespeare: Hamlet);
- Tulipán (Csiky Gergely: A proletárok);
- Wulkow (Hauptmann: A bunda);
- Kátsa (Gárdonyi Géza: A bor).